# Johan Bernhard van Lippe-Detmold
Johan Bernhard (Brake, 18 oktober 1613 – Detmold, 10 juni 1652), was graaf van Lippe-Detmold van 1650 tot 1652. Hij was een zoon van graaf Simon VII en diens vrouw Anna Catharina van Nassau-Wiesbaden.
Na de dood van zijn broer Simon Lodewijk eiste hij het regentschap voor zijn neef Simon Filips op en raakte hierdoor in een strijd verwikkeld met zijn schoonzus Catharina van Waldeck-Wildungen die dit regentschap zelf wilde voeren.
Nadat Simon Filips in 1650 overleed aan de pokken volgde hij hem op als graaf van Lippe-Detmold, maar hij stierf twee jaar later, ongehuwd en kinderloos. Hij werd opgevolgd door zijn broer Herman Adolf.